# Liste der Baudenkmale in Carpin
In der Liste der Baudenkmale in Carpin sind alle denkmalgeschützten Bauten der Gemeinde Carpin (Mecklenburg-Vorpommern) und ihrer Ortsteile aufgelistet. Grundlage ist die Veröffentlichung der Denkmalliste des Landkreises Mecklenburgische Seenplatte (Auszug) vom 20. Januar 2017.

## Legende
In den Spalten befinden sich folgende Informationen:
- ID-Nr: Die Nummer wird von den Denkmalämtern der Landkreise vergeben. Wenn sie nicht bekannt ist, bleibt die Spalte leer. In dieser Spalte kann sich zusätzlich das Wort Wikidata befinden, der entsprechende Link führt zu Angaben zu diesem Denkmal bei Wikidata.
- Lage: die Adresse des Denkmales und die geographischen Koordinaten.
Link zu einem Kartenansichtstool, um Koordinaten zu setzen. In der Kartenansicht sind Denkmale ohne Koordinaten mit einem roten bzw. orangen Marker dargestellt und können in der Karte gesetzt werden. Denkmale ohne Bild sind mit einem blauen bzw. roten Marker gekennzeichnet, Denkmale mit Bild mit einem grünen bzw. orangen Marker.
- Bezeichnung: Bezeichnung, so wie sie in den offiziellen Listen der Denkmalämter steht. Ein Link hinter der Bezeichnung führt zum Wikipedia-Artikel über das Denkmal. Wenn die Bezeichnung der Denkmalämter inhaltlich fehlerhaft ist, ist in der Spalte „Beschreibung“ darauf hinzuweisen.
- Beschreibung: Beschreibung des Denkmales
- Bild: ein Bild des Denkmales und gegebenenfalls einen Link zu weiteren Fotos des Denkmals im Medienarchiv Wikimedia Commons

## Baudenkmale nach Ortsteilen

### Carpin
| ID  | Lage                    | Bezeichnung                                     | Beschreibung | Bild                 |
| --- | ----------------------- | ----------------------------------------------- | ------------ | -------------------- |
| 156 | Lindenstraße 23 (Karte) | Bahnhof                                         |              | Bahnhof              |
| 157 | (im Wald gelegen)       | Heckenwärterhaus mit                            |              | Heckenwärterhaus mit |
| 157 | (im Wald gelegen)       | Stallscheune                                    |              |                      |
| 158 | Lindenstraße            | Kapelle von 1953 und                            |              | Kapelle von 1953 und |
| 158 |                         | Glocke von 1717 (in freistehendem Glockenstuhl) |              |                      |
| 159 | B 198                   | Meilenstein                                     |              |                      |

### Bergfeld
| ID | Lage                      | Bezeichnung            | Beschreibung | Bild           |
| -- | ------------------------- | ---------------------- | ------------ | -------------- |
| 27 | Bahnhofstraße 18 (Karte)  | Bahnhofempfangsgebäude |              | Weitere Bilder |
| 28 | Zur Schmiede 10 (Karte)   | Spritzenhaus           |              |                |
| 29 | Am Hof (Karte)            | Gutsanlage mit         |              |                |
| 29 | Am Hof 1, 1a (Karte)      | Gutshaus,              |              | Gutshaus,      |
| 29 | Am Hof 5, 6, 7, 8 (Karte) | Stall,                 |              |                |
| 29 | (Karte)                   | Speicher,              |              |                |
| 29 |                           | Schmiede               |              |                |

### Georgenhof
| ID  | Lage                 | Bezeichnung | Beschreibung | Bild |
| --- | -------------------- | ----------- | ------------ | ---- |
| 360 | Dorfstraße 4 (Karte) | Gutshaus    |              |      |

### Goldenbaum
| ID  | Lage              | Bezeichnung                      | Beschreibung | Bild           |
| --- | ----------------- | -------------------------------- | ------------ | -------------- |
| 360 | Dorfstraße 4      | Gutshaus                         |              |                |
| 389 | Goldenbaum 35, 37 | ehem. Revierförsterei (Wohnhaus) |              |                |
| 389 | Goldenbaum 38     | Stall der ehem. Revierförsterei  |              |                |
| 390 |                   | Kirche mit                       |              | Weitere Bilder |
| 390 |                   | Feldsteinmauer und               |              |                |
| 390 |                   | Handschwengelpumpe               |              |                |

### Goldenbaum-Steinmühle
| ID  | Lage | Bezeichnung          | Beschreibung | Bild                 |
| --- | ---- | -------------------- | ------------ | -------------------- |
| 391 |      | Wassermühle mit Wehr |              | Wassermühle mit Wehr |
| 391 |      | Arche                |              |                      |
| 391 |      | Straßenpflaster      |              |                      |

### Serrahn
| ID   | Lage      | Bezeichnung                                        | Beschreibung | Bild |
| ---- | --------- | -------------------------------------------------- | ------------ | ---- |
| 1031 |           | Brunnen am Standort des einstigen Schweizer Hauses |              |      |
| 1032 | Serrahn 3 | Forsthaus                                          |              |      |
| 1033 |           | Heckenwärterhaus mit                               |              |      |
| 1033 |           | Stall                                              |              |      |
| 1034 |           | Kriegerdenkmal im Wald                             |              |      |
| 1035 | Nr. 1     | Wohnhaus mit                                       |              |      |
| 1035 | Nr. 1     | Stall                                              |              |      |
| 1036 |           | ehem. Wildkeller                                   |              |      |

### Thurow
| ID   | Lage             | Bezeichnung                | Beschreibung | Bild           |
| ---- | ---------------- | -------------------------- | ------------ | -------------- |
| 1074 | Thurow 6 (Karte) | ehem. Bahnhof              |              | Weitere Bilder |
| 1075 | (Karte)          | Kirche                     |              | Weitere Bilder |
| 1076 |                  | Teerofen (im Wald gelegen) |              |                |

### Zinow
| ID   | Lage                          | Bezeichnung             | Beschreibung | Bild |
| ---- | ----------------------------- | ----------------------- | ------------ | ---- |
| 1243 | Bundesstraße 198/Heckenhaus 1 | Heckenwärterhaus        |              |      |
| 1244 |                               | Gutsanlage mit Gutshaus |              |      |
| 1244 |                               | Stall                   |              |      |
| 1244 |                               | Scheune                 |              |      |
| 1244 |                               | Pflasterung             |              |      |

## Quelle
- Karte der Baudenkmale im Geoportal des Landkreises